# Lijst van gemeentelijke monumenten in Lopik
De gemeente Lopik heeft 14 gemeentelijke monumenten, hieronder een overzicht. 

## Benschop
De plaats Benschop kent 7 gemeentelijke monumenten:
| Object                                           | Bouwjaar  | Architect    | Locatie            | Coördinaten                   | Nr.        | Afbeelding                                       |
| ------------------------------------------------ | --------- | ------------ | ------------------ | ----------------------------- | ---------- | ------------------------------------------------ |
| Boenhok                                          |           |              | Benedeneind NZ 360 | 52° 0' 13" NB, 4° 56' 47" OL  | 0331/WN001 | Boenhok                                          |
| Landhuis met invloeden van Engelse landhuisstijl | 1926      | Hilgeman, L. | Benedeneind NZ 440 | 51° 59' 59" NB, 4° 54' 58" OL | 0331/WN002 | Landhuis met invloeden van Engelse landhuisstijl |
| Agrarisch bijgebouw                              |           |              | Benedeneind ZZ 249 | 52° 0' 19" NB, 4° 57' 39" OL  | 0331/WN003 | Agrarisch bijgebouw                              |
| Boenhok                                          |           |              | Benedeneind ZZ 279 | 52° 0' 14" NB, 4° 57' 12" OL  | 0331/WN004 | Boenhok                                          |
| Arbeiderswoning                                  | 1850-1900 |              | Dorp 87            | 52° 0' 36" NB, 4° 59' 32" OL  | 0331/WN005 | Arbeiderswoning                                  |
| Dwarshuisboerderij Zorgwijk                      | 1864      |              | Dorp 141           | 52° 0' 32" NB, 4° 58' 54" OL  | 0331/WN006 | Dwarshuisboerderij Zorgwijk                      |
| Dwarshuisboerderij                               |           |              | Dorp 162a          | 52° 0' 36" NB, 4° 59' 12" OL  | 0331/WN007 | Dwarshuisboerderij                               |

## Jaarsveld
De plaats Jaarsveld kent 3 gemeentelijke monumenten:
| Object                                      | Bouwjaar  | Architect | Locatie                       | Coördinaten                   | Nr.        | Afbeelding                                  |
| ------------------------------------------- | --------- | --------- | ----------------------------- | ----------------------------- | ---------- | ------------------------------------------- |
| 't Oude Veerhuys                            |           |           | Lekdijk Oost 9                | 51° 58' 1" NB, 4° 58' 37" OL  | 0331/WN008 | 't Oude Veerhuys                            |
| Peilmeetstation                             | 1925-1950 |           | Lekdijk Oost 11, achter       | 51° 58' 8" NB, 4° 58' 43" OL  | 0331/WN009 | Upload foto                                 |
| De heul van vm stoomgemaal Wiel & Vogelzang | 1872      |           | Lekdijk West 1, Rolafweg Zuid | 51° 57' 59" NB, 4° 56' 50" OL | 0331/WN010 | De heul van vm stoomgemaal Wiel & Vogelzang |

## Lopik
De plaats Lopik kent 2 gemeentelijke monumenten:
| Object            | Bouwjaar  | Architect | Locatie            | Coördinaten                   | Nr.        | Afbeelding        |
| ----------------- | --------- | --------- | ------------------ | ----------------------------- | ---------- | ----------------- |
| Herenhuis         |           |           | Dorpstraat 6       | 51° 58' 31" NB, 4° 56' 54" OL | 0331/WN011 | Herenhuis         |
| Langhuisboerderij | 1850-1900 |           | Lopikerweg Oost 53 | 51° 58' 43" NB, 4° 58' 15" OL | 0331/WN012 | Langhuisboerderij |

## Lopikerkapel
De plaats Lopikerkapel kent 1 gemeentelijk monument:
| Object         | Bouwjaar | Architect | Locatie             | Coördinaten                  | Nr.        | Afbeelding     |
| -------------- | -------- | --------- | ------------------- | ---------------------------- | ---------- | -------------- |
| D' Ouwe School | 1887     |           | Lopikerweg Oost 181 | 51° 59' 33" NB, 5° 2' 49" OL | 0331/WN013 | D' Ouwe School |

## Uitweg
De plaats Uitweg kent 1 gemeentelijk monument:
| Object                        | Bouwjaar | Architect | Locatie                     | Coördinaten                  | Nr.        | Afbeelding                    |
| ----------------------------- | -------- | --------- | --------------------------- | ---------------------------- | ---------- | ----------------------------- |
| Prinses Irenebrug & sluiswerk |          |           | Lopikerweg Oost 107, t.o. … | 51° 58' 59" NB, 5° 0' 51" OL | 0331/WN014 | Prinses Irenebrug & sluiswerk |